# Wullersdorf
Wullersdorf là một thị trấn ở huyện Hollabrunn trong bang Niederösterreich, ở nước Áo. Đô thị này có diện tích 63,91 km², dân số năm 2001 là 2420 người.